# 马雷克·卡明斯基

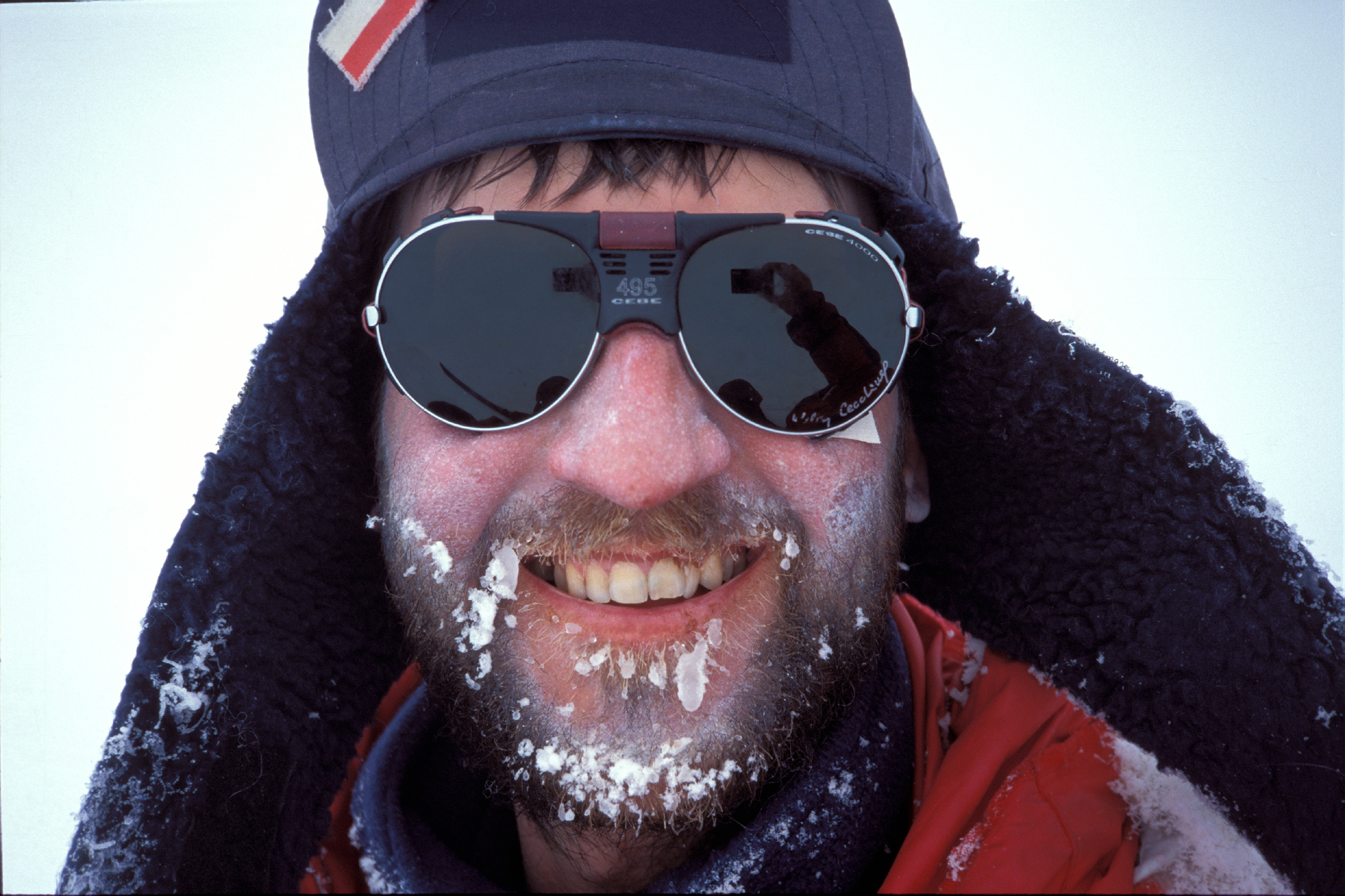
马雷克·卡明斯基

马雷克·卡明斯基（波蘭語：Marek Kamiński，1964年3月24日—)，生于波兰格但斯克，极地探险家、作家、摄影家、企业家。1995年5月23日他与沃伊切赫·莫斯卡尔一起到达北极，同年12月27日他单独到达了南极。他還去過斯匹次卑尔根、勃朗峰、文森山和格陵兰第一高峰贡比约恩山。